# Arzachena
Arzachena (sardinsky: Alzachèna, Altzaghèna) je italská obec (comune) v provincii Sassari v regionu Sardinie. Nachází se ve výšce 85 metrů nad mořem a má přibližně 13 tisíc obyvatel. Rozloha obce je 230,85 km².